# Cowboy & Angel
Cowboy & Angel er en dansk dokumentarfilm fra 1998 med instruktion og manuskript af Valerie Edwina Saunders.

## Handling
Flemming Flindt er international berømt som danser og koreograf. I denne portrætfilm fortæller han om sit intense liv med mange kunstneriske succeser men også med smerte og modgang. Flemming Flindt debuterede som koreograf med Eugène Ionescos Enetime. Fra 1966 til 1978 var Flemming Flindt ansat på Det Kongelige Teater, hvor han blandt andet koreograferede Dødens Triumf med musik af Savage Rose. I 1979 forsøgte Vivi og Flemming Flindt at skabe deres eget balletkompagni med balletten Salome. Da det ikke lykkedes, flyttede familien Flindt til Dallas, Texas for i 1994 at vende tilbage til Danmark. Filmen rummer udover samtaler med Vivi og Flemming Flindt en række arkivoptagleser af balletterne.